# 바바 스미에
바바 스미에(일본어: 馬場 澄江 ばば すみえ[*], 1967년 12월 12일 ~ )는 일본의 성우. 도쿄도 출신. 81프로듀스 소속.